# Lloyd Alexander
Pour les articles homonymes, voir Alexander.
Œuvres principales
Les Chroniques de Prydain
Compléments
Lloyd Alexander, né le 30 janvier 1924 à Philadelphie en Pennsylvanie et mort le 17 mai 2007  à Drexel Hill en Pennsylvanie, est un écrivain américain auteur de livres pour la jeunesse, notamment de fantasy.

## Biographie
Il apprend à lire à l'âge de trois ans. À l'âge de quinze ans, il veut déjà devenir écrivain et se passionne pour la mythologie et les récits arthuriens tout en lisant Charles Dickens ou Mark Twain. Il devra cependant d'abord travailler dans une banque à Philadelphie. Avide d'aventures, il intègre l'armée lorsque les États-Unis entrent en guerre, et se retrouve au Texas puis au Maryland où il apprend le parachute. Il pense alors être envoyé en France pour aider la Résistance, mais il doit parfaire son entraînement au Pays de Galles où il découvre des châteaux et une langue qui le fascinent.
Il est enfin en Alsace-Lorraine et en Allemagne, puis passe dans le contre-espionnage à Paris. C'est là qu'il reprend ses études à la Sorbonne. Il y rencontre Gertrude Stein, et surtout Janine Denni, qu'il épouse. Ils partent tous deux s'installer dans le pays natal de Lloyd Alexander, à Drexer Hill près de Philadelphie, avec leurs chats. Il commence à écrire pour les adultes, puis trouve sa voie dans la littérature de jeunesse. Il approfondit sa connaissance de la mythologie galloise et se lance dans le cycle de Taram, Les Chroniques de Prydain. Son héros évolue dans le monde de Prydain (en), nommé d'après le nom celtique de la Grande-Bretagne. Sa fantasy, intimiste et subtile, montre des personnages qui réfléchissent et se remettent en cause. Les studios Disney ont adapté Le Chaudron noir sous le titre Taram et le Chaudron magique en 1985. Il décède le 17 mai 2007 à 83 ans, deux semaines après la mort de sa femme.

## Œuvres
(liste non exhaustive)
- Les Chroniques de Prydain (en cours de réédition en 2008)
  - The Foundling and Other Tales of Prydain (1973) (préquelle, un extrait traduit : « L'Épée Dyrnwyn », Marc Duveau (éd.), Le Livre d'or de la science-fiction : Le Monde des chimères, Pocket, 1981.)
  - Le Livre des trois, 1985 (The Book of Three, 1964)
  - Le Chaudron noir, 1985 (The Black Cauldron, 1965)
  - Le Château de Llyr, 2020 (The Castle of Llyr, 1966)
  - Taram chevalier errant, 2020 (Taran Wanderer, 1967)
  - Le Haut Roi, 2020 (The High King, 1968)
- The Cat Who Wished to Be a Man (1973)
- Town Cats and Other tales (1977) ; La Ville des chats et autres contes, Paris, Le Livre de poche « jeunesse », 1983.
- Westmark
  - Westmark (1981) ; La Princesse et le charlatan, Paris, Le Livre de poche « jeunesse », 1986.
  - The Kestrel (1982)
  - The Beggar Queen (1984)
- Série Vesper Holly
  - The Illyrian Adventure (1986)
  - The El Dorado Adventure (1987)
  - The Drackenberg Adventure (1988)
  - The Jedera Adventure (1989)
  - The Philadelphia Adventure (1990)
  - The Xanadu Adventure (2005)
- The Fortune-Tellers (1992)
- The Arkadians (1995)
- Gypsy Rizka (1999)
- the Gawgon and the Boy (2001)

## Récompenses
- Child's Study Association for America's Children's Books of the Year pour Le Chaudron noir
- School Library Journal's Best Book of the Year pour Taran Wanderer en 1967
- Newbery Medal pour The High King en 1968
- Boston Globe-Horn Book Award pour The Fortune-Tellers en 1992